# Stuart Graham (attore)
Stuart Graham (Belfast, 31 agosto 1967) è un attore britannico.

## Biografia
È apparso soprattutto in serie televisive, ma ha preso parte anche a diversi film, come Doppio gioco (2012).
È sposato dal 1992 con Laine Megaw.

## Filmografia parziale

### Cinema
- Michael Collins, regia di Neil Jordan (1996)
- Un uomo un eroe (One Man's Hero), regia di Lance Hool (1999)
- Misery Harbour, regia di Nils Gaup (1999)
- Angeli ribelli (Song for a Raggy Boy), regia di Aisling Walsh (2003)
- Hunger, regia di Steve McQueen (2008)
- The Whistleblower, regia di Larysa Kondracki (2010)
- Parked, regia di Darragh Byrne (2010)
- La talpa (Tinker Tailor Soldier Spy), regia di Tomas Alfredson (2011)
- Grabbers - Hangover finale (Grabbers), regia di Jon Wright (2012)
- Doppio gioco (Shadow Dancer), regia di James Marsh (2012)
- The Hallow, regia di Corin Hardy (2015)

### Televisione
- Omagh, regia di Pete Travis – film TV (2004)
- Christopher and His Kind, regia di Geoffrey Sax – film TV (2011)
- La Ruota del Tempo (The Wheel of Time) – serie TV, episodi 1x02-2x08 (2021-2023)
- Harry Wild - La signora del delitto (Harry Wild) - serie TV, 8 episodi (2022)
- L'ispettore Dalgliesh (Dalgliesh) – serie TV, episodi 2x01-2x02 (2023)
- Non dire niente (Say Nothing), regia di Michael Lennox, Mary Nighy e Anthony Byrne – miniserie TV, 3 puntate (2024)

## Doppiatori italiani
Nelle versioni in italiano dei suoi lavori, Stuart Graham è stato doppiato da:
- Alberto Angrisano in The Fall - Caccia al serial killer, La Ruota del Tempo
- Mario Cordova ne La talpa
- Antonio Sanna in Doppio Gioco
- Mauro Gravina in Harry Wild - La signora del delitto